# Lucrezia Paulis
Lucrezia Paulis (23 de septiembre de 2003) es una deportista italiana que compite en esgrima, especialista en la modalidad de espada. Ganó una medalla de bronce en el Campeonato Europeo de Esgrima de 2025, en la prueba por equipos.

## Palmarés internacional
| Campeonato Europeo | Campeonato Europeo | Campeonato Europeo | Campeonato Europeo |
| Año                | Lugar              | Medalla            | Prueba             |
| ------------------ | ------------------ | ------------------ | ------------------ |
| 2025               | Génova (Italia)    | Medalla de bronce  | Espada por equipos |